# Prelatura territorial de Esquel
La prelatura territorial de Esquel (en latín: Praelatura Territorialis Esquelensis) es una circunscripción eclesiástica de la Iglesia católica en Argentina. Se trata de una prelatura territorial latina, sufragánea de la arquidiócesis de Bahía Blanca. Desde el 14 de marzo de 2009 su prelado es José Slaby, de la Congregación del Santísimo Redentor.

## Territorio y organización
La prelatura territorial tiene 78 000 km² y extiende su jurisdicción sobre los fieles católicos de rito latino residentes en la provincia del Chubut en los departamentos de: Cushamen, Futaleufú, Languiñeo, Paso de Indios y Tehuelches.
La sede de la prelatura territorial se encuentra en la ciudad de Esquel, en donde se halla la Catedral del Sagrado Corazón de Jesús.
En 2021 en la prelatura territorial existían 11 parroquias:
San Francisco de Asís, El Maitén
- - Capillas: Capilla Misiones Rurales en Colonia Cushamen, Nuestra Señora de Luján en Cushamen, San José en Buenos Aires Chico, Sagrado Corazón en Agua Potable

Sagrada Familia, Esquel
- - Capilla en Esquel: Cristo Obrero

Catedral Sagrado Corazón de Jesús, Esquel
- - Capillas en Esquel: San Francisco, San Cayetano, y Don Bosco

Santa María de los Ángeles, Esquel
- - Capillas: La Virgen de Guadalupe en Colan Conhué, Madre de Dios en Aldea Epulef, Cristo Redentor en Cerro Campanario, San Francisco en Pocito de Quichauras

María Auxiliadora, Tecka
Inmaculada Concepción, Gobernador Costa
- - Capillas: María Auxiliadora y San Juan Bosco en Río Pico, Virgen de Luján de Las Pampas, San Martín de Tours de José de San Martín

Nuestra Señora de Fátima, Lago Puelo
- - Capillas: San Cayetano de Entre Ríos, San Francisco de Las Golondrinas, María Inmaculada y San Maximiliano de El Hoyo, Nuestra Señora de Lourdes de Epuyén, San Cayetano de Epuyén, San Francisco de Epuyén

La Inmaculada, Trevelin
- - Capillas: San Francisco de Trevelin, San Cayetano de Trevelin, San Antonio de Aldea Escolar, Virgen del Lago de Lago Futalaufquen, Virgen de Guadalupe de Los Cipreses, Nuestra Señora del Rosario de Lago Rosario, San Juan Diego de Sierra Colorada, Virgen del Encuentro de los Pueblos de Carrenleufú, Sagrado Corazón de María de Cerro Centinela, Cristo Rey de Corcovado, Santuario Virgen de las Nieves de Villa Futalaufquen

Inmaculada Concepción, Cholila
San Francisco Javier, Paso de Indios
- - Capillas: Virgen de Rosario de San Nicolás de Los Altares

Nuestra Señora de la Medalla Milagrosa, Gualjaina
Cuasiparroquia San José, Paso del Sapo

## Historia
La prelatura territorial fue erigida el 14 de marzo de 2009 con la bula De maiore spirituali bono del papa Benedicto XVI, como una escisión de la diócesis de Comodoro Rivadavia.

A Rivadaviae dioecesi separamus integrum territorium paroeciarum quae patria lingua nuncupantur: Sagrado Corazón, Sagrada Familia, Santa María de los Ángeles, in Esquel, San Francisco de Asis, in El Maitén, Nuestra Señora de Fatima, in Lago Puelo, Inmaculada Concepción, in Gobernador Costa, necnon quasi paroeciarum San José, in Paso de Sapo, et La Inmaculada, in Trevelín; atque ex ita distracto territorio iisdemque circumscriptam finibus novam constituimus praelaturam territorialem Esquelensem, cuius sedem in urbe Esquel ponimus, ibique exstans paroeciale templum, Deo in honorem Sanctissimi Cordis Iesu dicatum, ad gradum et dignitatem Cathedralis ecclesiae evehimus mandantes ut in eadem Capitulum Canonicorum, ad normam iuris, instituatur. Insuper praelaturam territorialem Esquelensem suffraganeam facimus metropolitanae Sedi Sinus Albi eiusque Episcopum Praelatum metropolitico iuri Archiepiscopi pro tempore ipsius metropolitanae Ecclesiae subicimus.
Parte de la bula De maiore spirituali bono

El primer y único obispo prelado de Esquel es José Slaby, redentorista designando por Benedicto XVI el día de la creación de la prelatura, quien hasta ese momento se desempañaba como párroco y superior de la comunidad redentorista de Esquel. Recibió la ordenación episcopal y asumió el gobierno pastoral de la prelatura el 8 de mayo de 2009.

## Estadísticas
Según el Anuario Pontificio 2022 la prelatura territorial tenía a fines de 2021 un total de 46 627 fieles bautizados.
| Año                                                                             | Población            | Población | Población      | Sacerdotes | Sacerdotes    | Sacerdotes    | Bautizados por sacerdote | Diáconos permanentes | Religiosos | Religiosos | Parroquias |
| Año                                                                             | Bautizados católicos | Total     | % de católicos | Total      | Clero secular | Clero regular | Bautizados por sacerdote | Diáconos permanentes | Varones    | Mujeres    | Parroquias |
| ------------------------------------------------------------------------------- | -------------------- | --------- | -------------- | ---------- | ------------- | ------------- | ------------------------ | -------------------- | ---------- | ---------- | ---------- |
| 2009                                                                            | 56 440               | 68 609    | 82.3           | 14         | 4             | 10            | 4031                     |                      |            |            | 8          |
| 2012                                                                            | 56 000               | 66 200    | 84.6           | 15         | 5             | 10            | 3733                     |                      | 10         | 13         | 9          |
| 2013                                                                            | 56 500               | 66 800    | 84.6           | 15         | 6             | 9             | 3766                     |                      | 10         | 15         | 10         |
| 2016                                                                            | 58 200               | 68 700    | 84.7           | 16         | 7             | 9             | 3637                     |                      | 9          | 13         | 10         |
| 2019                                                                            | 46 520               | 68 050    | 68.4           | 11         | 5             | 6             | 4229                     |                      | 6          | 12         | 12         |
| 2021                                                                            | 46 627               | 69 020    | 67.6           | 12         | 6             | 6             | 3885                     |                      | 6          | 12         | 11         |
| Fuente: Catholic-Hierarchy, que a su vez toma los datos del Anuario Pontificio. |                      |           |                |            |               |               |                          |                      |            |            |            |

## Episcopologio
- José Slaby, C.Ss.R., desde el 14 de marzo de 2009